# Дарквейв
Дарквейв (англ. Darkwave або dark wave — темна хвиля) — музичний напрям, що сформувався у кінці 1970-х років на базі нью-вейву і постпанку. До особливостей дарквейву належать мінорність, рефлексивність, меланхолійність і песимізм. . 1980-х роках дарквейв став основою для субкультури, членів якої називали «вейверами» (англ. wavers) або «дарквейверами» (dark wavers).

## Дарквейв — як багатозначний термін

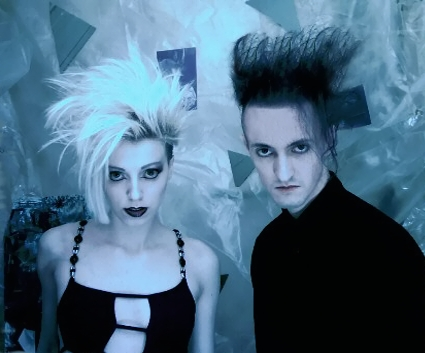
Італійський дует The Frozen Autumn

Перше використання терміна відносять приблизно до 1980-х, для означення темного різновиду музики нью-вейв, наприклад — темний синтпоп (у Німеччині також званий електровейв), готичний рок або Французький колдвейв, і посилається на смутну електронну музику гуртів подібно до Anne Clark, Fad Gadget, Psyche та Depeche Mode або раннім готичним рок-гуртам, як, наприклад - Bauhaus, Joy Division, The Cure та Cocteau Twins. Після того, як нью-вейв почав згасати наприкінці 1980-х, дарквейв отримав свіже дихання у творчості таких ансамблів, як, наприклад, Deine Lakaien, The Frozen Autumn, Love Is Colder Than Death та інших.
Водночас низка німецьких артистів, зокрема Das Ich, Goethes Erben і Lacrimosa, розвивали більш театральний стиль, урізноманітнений німецькою поетичною і метафоричною лірикою, який отримав назву Neue Deutsche Todeskunst (Нове Німецьке Передсмертне Мистецтво). Після стилістичного перелому музики, використання терміна «дарквейв — як багатозначного терміна» згасає.

## Дарквейв як стиль
У вужчому сенсі, термін дарквейв посилається на суміш різних стилів музики, особливо рок-музики (колдвейв, готичний рок) і електронної музики (синтпоп, ембієнт та індастріал). Дане трактування використовується до сьогодні.
Проте, на початку 1990-х, коли німецькі групи, такі як Das Ich, Deine Lakaien, продовжували комбінувати готичну музику із постіндастріальним звучанням, термін дарквейв почав використовуватися більше, як стилістичне поняття (розуміння). Інші ансамблі подібно до Silke Bischoff [Архівовано 18 лютого 2021 у Wayback Machine.], Engelsstaub змішували синтпоп або елементи готичного року з притаманними неофолку рисами. У творчості групи Sopor Aeternus & The Ensemble Of Shadows поєднуються елементи готичного року, неофолку та середньовічної музики.

## Характерні альбоми
- «Deine Lakaien» — альбоми «Dark Star» (1991), «Forest Enter Exit» (1993), «Winter Fish Testosterone» (1996) та «Kasmodiah» (1999)
- «Girls Under Glass» — альбом «Darius» (1992)
- «Razed In Black» — альбом «Oh my goth!» (2001)
- «Diary of Dreams» " — альбом «Cholymelan» (1994)
- «Dead Can Dance» — альбом «Dead Can Dance» (1984)
- «Kirlian Camera» — альбом «The Ice Curtain» (1998)